# Rhodesiella hexachaeta
Rhodesiella hexachaeta är en tvåvingeart som beskrevs av Nartshuk 1965. Rhodesiella hexachaeta ingår i släktet Rhodesiella och familjen fritflugor. Inga underarter finns listade i Catalogue of Life.